# Aporobopyrus collardi
Aporobopyrus collardi är en kräftdjursart som beskrevs av Adkison 1988. Aporobopyrus collardi ingår i släktet Aporobopyrus och familjen Bopyridae.
Artens utbredningsområde är Mexikanska golfen. Inga underarter finns listade i Catalogue of Life.